# شیخ سابالی
شیخ سابالی (انگلیسی: Cheikh Sabaly؛ زادهٔ ۴ مارس ۱۹۹۹) بازیکن فوتبال اهل سنگال است.
وی همچنین در تیم ملی فوتبال سنگال بازی کرده است.